# Franz Wilhelm Jerusalem
Franz Wilhelm Jerusalem, född den 21 juni 1883 i Uerdingen, död den 29 augusti 1970, var en tysk sociolog och rättslärd.
Jerusalem var från 1918 extra ordinarie och från 1931 ordinarie professor i folkrätt och hjälvetenskaper till offentlig rätt, i allmän sociologi såväl som rätts- och statssociologi vid universitetet i Jena.
Jerusalem inträdde 1 maj 1937 i NSDAP. Efter 1945 undervisade han vid universiteten i Frankfurt am Main och München.